# Patrick Schulte
Patrick Schulte (Saint Charles, 13 marzo 2001) è un calciatore statunitense, portiere del Columbus Crew.

## Carriera
Cresciuto nell'academy del Saint Louis FC, il 16 maggio 2019 ha giocato il suo primo incontro professionistico scendendo in campo da titolare in Lamar Hunt U.S. Open Cup contro il Des Moines Menace, dove ha dato un contributo significativo alla vittoria della sua squadra parando tre rigori al termine dei tempi supplementari.
L'11 gennaio 2022 è stato selezionato dal Columbus Crew nel SuperDraft. Nel 2022 ha giocato interamente con il Columbus Crew 2 con cui ha vinto la MLS Next Pro ed è stato selezionato come miglior portiere della competizione.
Nel 2023 è stato promosso a titolare della prima squadra, ed il 26 febbraio ha debuttato in MLS nella trasferta persa 4-1 contro il Philadelphia Union.

### Nazionale
Ha giocato nelle nazionali giovanili statunitensi Under-20 ed Under-23.
Il 5 gennaio 2024 viene convocato per la prima volta in nazionale maggiore, con cui ha esordito quindici giorni dopo giocando da titolare nella gara persa in casa per 0-1 contro la Slovenia.

## Statistiche

### Presenze e reti nei club
Statistiche aggiornate al 3 novembre 2024.
| Stagione             | Squadra              | Campionato           | Campionato | Campionato | Coppe nazionali | Coppe nazionali | Coppe nazionali | Coppe continentali | Coppe continentali | Coppe continentali | Altre coppe | Altre coppe | Altre coppe | Totale | Totale | Totale |
| Stagione             | Squadra              | Comp                 | Pres       | Reti       | Comp            | Pres            | Reti            | Comp               | Pres               | Reti               | Comp        | Pres        | Reti        | Pres   | Reti   |        |
| -------------------- | -------------------- | -------------------- | ---------- | ---------- | --------------- | --------------- | --------------- | ------------------ | ------------------ | ------------------ | ----------- | ----------- | ----------- | ------ | ------ | ------ |
| 2019                 | Saint Louis FC       | USL                  | 0          | 0          | USOC            | 1               | -1              | -                  | -                  | -                  | -           | -           | -           | 1      | -1     |        |
| 2022                 | Columbus Crew 2      | MNP                  | 15+3       | -15 + -5   | -               | -               | -               | -                  | -                  | -                  | -           | -           | -           | 18     | -20    |        |
| 2023                 | Columbus Crew        | MLS                  | 31+6       | -43 + -9   | USOC            | 0               | 0               | -                  | -                  | -                  | LC          | 1           | -1          | 38     | -53    |        |
| 2024                 | Columbus Crew        | MLS                  | 27+2       | -29 + -3   | USOC            | 0               | 0               | LC+CC              | 7+1                | -8 + -1            | LC          | 2           | -2          | 39     | -43    |        |
| Totale Columbus Crew | Totale Columbus Crew | Totale Columbus Crew | 58+8       | -72 + -12  |                 | 0               | 0               |                    | 8                  | -9                 |             | 3           | -3          | 77     | -96    |        |
| Totale carriera      | Totale carriera      | Totale carriera      | 73+11      | -87 + -17  |                 | 1               | -1              |                    | 8                  | -9                 |             | 3           | -3          | 96     | -117   |        |

### Cronologia presenze e reti in nazionale
| Cronologia completa delle presenze e delle reti in nazionale ― Stati Uniti | Cronologia completa delle presenze e delle reti in nazionale ― Stati Uniti | Cronologia completa delle presenze e delle reti in nazionale ― Stati Uniti | Cronologia completa delle presenze e delle reti in nazionale ― Stati Uniti | Cronologia completa delle presenze e delle reti in nazionale ― Stati Uniti | Cronologia completa delle presenze e delle reti in nazionale ― Stati Uniti | Cronologia completa delle presenze e delle reti in nazionale ― Stati Uniti | Cronologia completa delle presenze e delle reti in nazionale ― Stati Uniti |
| Data                                                                       | Città                                                                      | In casa                                                                    | Risultato                                                                  | Ospiti                                                                     | Competizione                                                               | Reti                                                                       | Note                                                                       |
| -------------------------------------------------------------------------- | -------------------------------------------------------------------------- | -------------------------------------------------------------------------- | -------------------------------------------------------------------------- | -------------------------------------------------------------------------- | -------------------------------------------------------------------------- | -------------------------------------------------------------------------- | -------------------------------------------------------------------------- |
| 20-1-2024                                                                  | San Antonio                                                                | Stati Uniti                                                                | 0 – 1                                                                      | Slovenia                                                                   | Amichevole                                                                 | -1                                                                         |                                                                            |
| 7-9-2024                                                                   | Kansas City                                                                | Stati Uniti                                                                | 1 – 2                                                                      | Canada                                                                     | Amichevole                                                                 | -2                                                                         |                                                                            |
| 18-1-2025                                                                  | Fort Lauderdale                                                            | Stati Uniti                                                                | 3 – 1                                                                      | Venezuela                                                                  | Amichevole                                                                 | -1                                                                         |                                                                            |
| Totale                                                                     |                                                                            | Presenze                                                                   | 3                                                                          |                                                                            | Reti                                                                       | -4                                                                         |                                                                            |

## Palmarès

### Club

#### Competizioni giovanili
- MLS Next Pro: 1

Columbus Crew 2: 2022

#### Competizioni nazionali
- Campionato MLS: 1

Columbus Crew: 2023

#### Competizioni internazionali
- Leagues Cup: 1

Columbus Crew: 2024

### Individuale
- Miglior portiere della CONCACAF Champions Cup: 1

2024